# Immunity (Clairo)
Immunity è il primo album in studio della cantautrice statunitense Clairo, pubblicato il 2 agosto 2019 da Fader Label.

## Tracce
Testi e musiche di Claire Cottrill, eccetto dove indicato.

1. Alewife – 3:33
2. Impossible – 3:50 (Cottrill, Rostam Batmanglij)
3. Closer to You – 3:04 (Cottrill, Batmanglij)
4. North – 3:33
5. Bags – 4:20
6. Softly – 3:05 (Cottrill, Batmanglij)
7. Sofia – 3:08 (Cottrill, Batmanglij)
8. White Flag – 3:01
9. Feel Something – 2:57
10. Sinking – 3:10
11. I Wouldn't Ask You – 6:56